# Miedenmolen
Miedenmolen – wiatrak w miejscowości Holwerd, w gminie Dongeradeel, w prowincji Fryzja, w Holandii. Młyn wzniesiono w 1855 r. W 1962 r. zamontowano w nim elektryczny silnik. Był restaurowany w latach 1966, 1978 i 1994. Posiada on trzy piętra, przy czym powstał na jednopiętrowej bazie. Jego śmigła mają rozpiętość 20,80 m. Wiatrak służył głównie do pompowania wody za pomocą śruby Archimedesa.